# Elektrischer Leitwert
Der elektrische Leitwert ist der Kehrwert des ohmschen Widerstandes und damit die Kenngröße eines elektrischen Bauelements. Er ist nicht zu verwechseln mit der elektrischen Leitfähigkeit, einer Materialkonstante. Das Formelzeichen des elektrischen Leitwerts ist  {\displaystyle G}, seine SI-Einheit ist Siemens mit dem Einheitenzeichen S.
{\displaystyle G={\frac {1}{R}}={\frac {I}{U}}}
Die physikalische Größe Leitwert kann jederzeit aus dem ohmschen Widerstand {\displaystyle R} eines konkreten Bauelementes bzw. den Werten der Stromstärke {\displaystyle I} und Spannung {\displaystyle U} errechnet werden. Dabei sind Gleichgrößen zu verwenden oder Augenblickswerte bei mit der Zeit veränderlichen Größen.
Wenn ein Objekt elektrischen Strom gut leitet, so hat es einen hohen Leitwert und einen geringen Widerstand. Der Leitwert ergibt sich aus den geometrischen Abmessungen des Objekts und einer materialspezifischen Konstante, der elektrischen Leitfähigkeit. Diese ist der Kehrwert des spezifischen Widerstandes.

## Bezeichnungen
Anstelle von „Siemens“ wird im angloamerikanischen Sprachraum mitunter der normwidrige Name „Mho“ (Ohm rückwärts geschrieben) mit dem Einheitenzeichen ℧ (kopfstehendes Ω) im Bereich der Elektronik verwendet.
Bei sinusförmigem Wechselstrom und linearen Widerständen kann ein  komplexer Leitwert entstehen, siehe Admittanz.
Der Begriff „Konduktanz“ wird sowohl für den Leitwert im Sinne dieses Artikels als auch für den Wirkleitwert verwendet, wenn bei Wechselstrom zusätzlich ein Blindleitwert zu beachten ist.

## Geometrische Abmessungen
Für einen in Längsrichtung durchflossenen geraden Leiter mit der Leitfähigkeit {\displaystyle \gamma }, der konstanten Querschnittsfläche {\displaystyle A} und der Länge {\displaystyle l} gilt:
{\displaystyle G=\gamma \cdot {\frac {A}{l}}}
Für Flüssigkeiten ist der Zusammenhang zwischen Leitwert und Leitfähigkeit durch die Ausbildung der Messzelle gegeben. Dann gilt
{\displaystyle G=\gamma \cdot {\text{konst}}}
Meist haben Leitfähigkeits-Messzellen die Konstante konst = 1,00 cm.
Dies ist bei älteren Leitfähigkeitsmessgeräten (genauer Leitwertmesser) zu beachten, deren Skalen in Siemens (S), Millisiemens (mS), Mikrosiemens (μS) bzw. Nanosiemens (nS) beschriftet sind, mit denen aber tatsächlich Leitfähigkeiten gemessen werden. Schließt man an solche Leitwertmesser einen elektrischen Widerstand an, so wird direkt der Leitwert angezeigt. Mit einer angeschlossenen Flüssigkeits-Messzelle messen diese älteren Geräte dann aber Leitfähigkeiten.